# Odore degli anziani

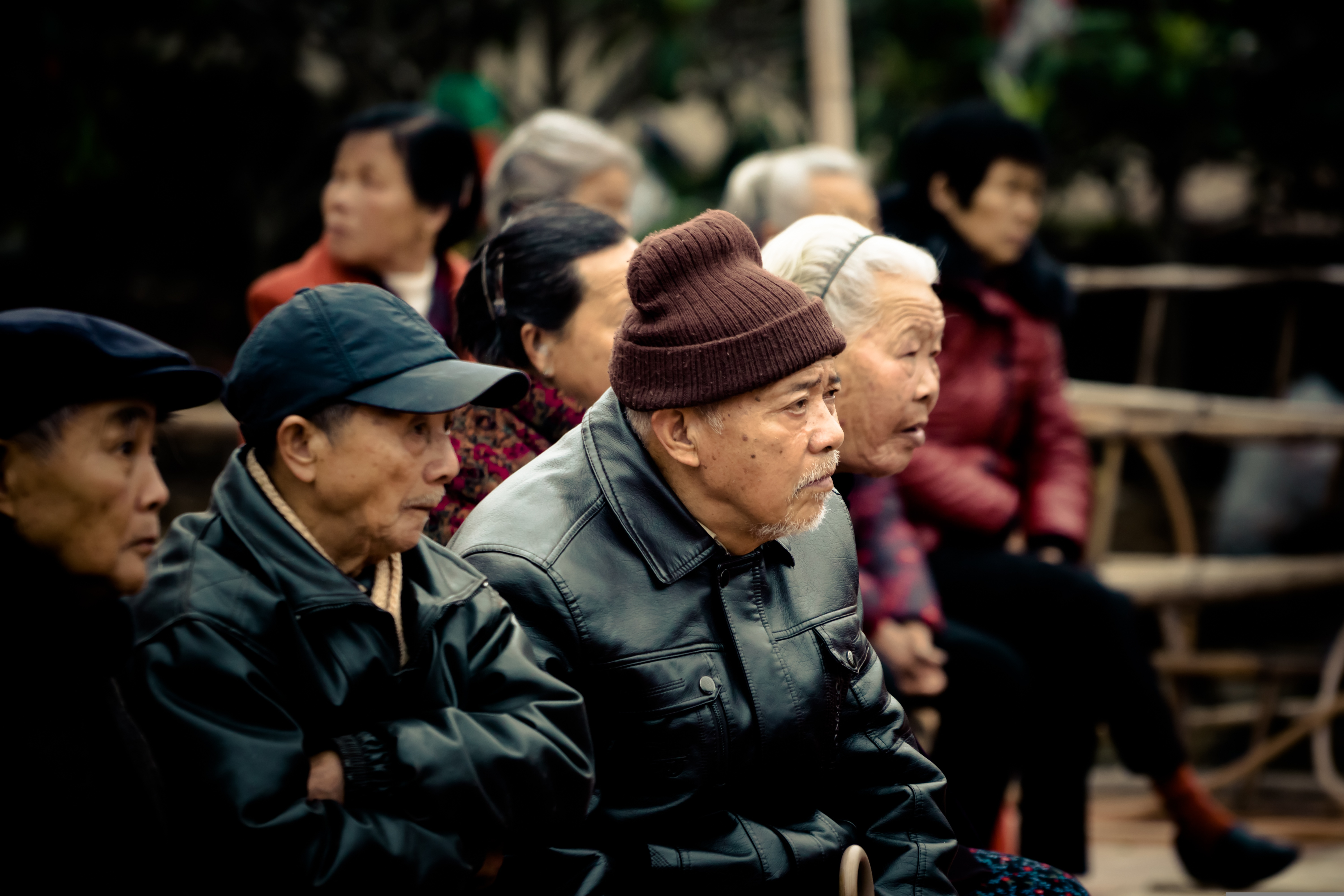
Studi scientifici hanno confermato la specificità dell'odore corporeo emanato dalle persone anziane.

L'odore degli anziani è il particolare odore che promana da una persona in età senile.

## Studi scientifici
Proprio come molte specie animali, l'odore umano attraversa fasi basate su cambiamenti biochimici che si sviluppano attraverso il processo di crescita ed invecchiamento. Esistono studi scientifici che hanno dimostrato l'esistenza di queste particolarità e ne hanno indagato la natura e la fisiologia, alla ricerca di una spiegazione biochimica; ricerche hanno suggerito una possibile funzione biologica legata alla sessualità: secondo questa ipotesi, l'odore permetterebbe di individuare il partner sessuale più adatto sulla base all'età, in aggiunta alla valutazione di altri fattori discriminanti nella scelta sessuale.
La capacità degli esseri umani di identificare informazioni quali l'età, lo stato di salute e l'adeguatezza genetica di un partner sessuale in base all'odore che esso emana, secondo quanto riportato in un comunicato stampa del Monell Chemical Senses Center (un istituto scientifico indipendente senza scopo di lucro situato nell'University City Science Center a Filadelfia, che conduce ricerche interdisciplinari su gusto, olfatto e chemestesi) emesso nel 2012, sarebbe all'origine della percezione dell'odore degli anziani. La neuroscienziata Johan Lundström, specialista degli studi sulla percezione sensoriale, ha affermato che «le persone più anziane hanno un discernibile odore ascellare che la gente più giovane considera abbastanza neutro e non molto sgradevole».

### Biochimica
Esistono alcune ricerche che hanno investigato sulle cause delle specificità olfattive dell'odore che promana da persone anziane: secondo questi studi le specificità sarebbero causate dal 2-nonenale, un'aldeide insaturo che è associato con le alterazioni dell'odore corporeo umano che si verificano durante l'invecchiamento.
Tuttavia sulle basi biologiche e fisiologiche che sono alla base di queste specificità esistono molte altre teorie alternative.

## Cultura giapponese
L'odore di anziano assume un particolare rilievo nella cultura giapponese dove è perfino indicato con un termine specifico, kareishu (in giapponese 加齢臭?). L'importanza attribuita è legata all'alto valore culturale attribuito all'igiene personale nella società del Giappone.